# Урожайное (Херсонская область)
Урожайное (укр. Урожайне) — село в Бериславском районе Херсонской области Украины.
Почтовый индекс — 74314. Телефонный код — 5546. Код КОАТУУ — 6520687301.

## Население
Население по переписи 2001 года составляло 610 человек.

### Языковой состав
Родной язык населения по данным переписи 2001 года:
| Язык       | Численность, чел. | Доля     |
| ---------- | ----------------- | -------- |
| Украинский | 550               | 90,16 %  |
| Русский    | 47                | 7,71 %   |
| Другое     | 13                | 2,13 %   |
| Итого      | 610               | 100,00 % |

## Местный совет
74314, Херсонская обл., Бериславский р-н, с. Урожайное, ул. Мира, 21

## Административная реформа
До административно-территориальной реформы в селе размещался центр Урожайненского сельского совета. В июле 2018 года, в рамках реформы была создана Шляховская сельская община, которая включила в себя сёла Урожайненского, Томаринского и Раковского сельских советов. 
В июне 2020 года, распоряжением Кабмина Украины в рамках административно-территориальной реформы община была ликвидирована, все населенные пункты, включая Урожайное, вошли в состав Бериславской городской общины.